# Cladonia subradiata
Cladonia subradiata är en lavart som först beskrevs av Vain., och fick sitt nu gällande namn av Sandst. Cladonia subradiata ingår i släktet Cladonia och familjen Cladoniaceae.   Inga underarter finns listade i Catalogue of Life.